# Cynoglossus
Cynoglossus – rodzaj morskich ryb z rodziny ciosankowatych (Cynoglossidae).

## Klasyfikacja
Gatunki zaliczane do tego rodzaju:
| - Cynoglossus abbreviatus - Cynoglossus acaudatus - Cynoglossus acutirostris - Cynoglossus arel - Cynoglossus attenuatus - Cynoglossus bilineatus - Cynoglossus broadhursti - Cynoglossus browni - Cynoglossus cadenati - Cynoglossus canariensis – ciosanka kanaryjska, kanaryjka - Cynoglossus capensis - Cynoglossus carpenteri - Cynoglossus cynoglossus - Cynoglossus dispar - Cynoglossus dubius - Cynoglossus durbanensis - Cynoglossus feldmanni - Cynoglossus gilchristi - Cynoglossus gracilis - Cynoglossus heterolepis - Cynoglossus interruptus - Cynoglossus itinus - Cynoglossus joyneri - Cynoglossus kapuasensis - Cynoglossus kopsii - Cynoglossus lachneri - Cynoglossus lida - Cynoglossus lighti - Cynoglossus lineolatus - Cynoglossus lingua - Cynoglossus maccullochi | - Cynoglossus macrolepidotus - Cynoglossus macrophthalmus - Cynoglossus macrostomus - Cynoglossus maculipinnis - Cynoglossus marleyi - Cynoglossus melampetalus - Cynoglossus microlepis - Cynoglossus monodi - Cynoglossus monopus - Cynoglossus nigropinnatus - Cynoglossus ochiaii - Cynoglossus ogilbyi - Cynoglossus oligolepis - Cynoglossus pottii - Cynoglossus puncticeps - Cynoglossus purpureomaculatus - Cynoglossus robustus - Cynoglossus roulei - Cynoglossus sealarki - Cynoglossus semifasciatus - Cynoglossus semilaevis - Cynoglossus senegalensis – ciosanka złotawa, ciosanka, języczek - Cynoglossus sibogae - Cynoglossus sinicus - Cynoglossus sinusarabici - Cynoglossus suyeni - Cynoglossus trigrammus - Cynoglossus trulla - Cynoglossus waandersii - Cynoglossus zanzibarensis |

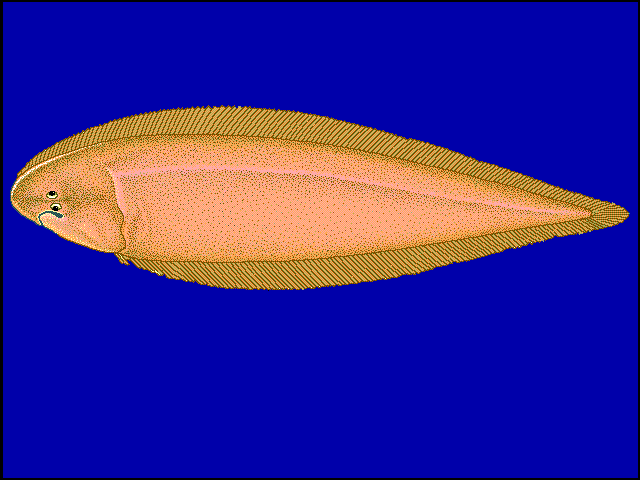
Cynoglossus canariensis
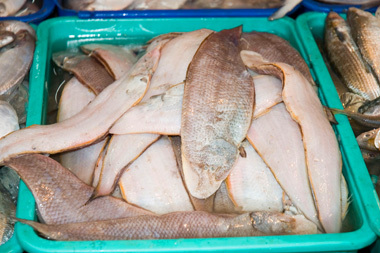
Cynoglossus cynoglossus